# 씨네타운
《씨네타운》은 SBS 파워FM(수도권 FM 107.7MHz)에서 매일 오전 11시에 방송 중인 라디오 영화 음악 프로그램이다.

## 역사
1999년 4월 26일부터 2004년 5월 2일까지 방송되었다가 잠시 폐지되었으나 2005년 10월 31일부터 다시 배우 심혜진의 진행으로 《씨네타운》이 1년 만에 재개되었다. 2013년 4월 15일 SBS 라디오 봄 개편으로 일요일에 《씨네타운 S》가 신설되어 매주 월요일부터 토요일까지 주 6일 축소 편성되었다가 2019년 7월 7일을 마지막으로 《씨네타운 S》가 폐지되면서 다시 일요일까지 확대 편성되었다.

## DJ
- 송승환 (남) : 1999년 4월 26일 ~ 1999년 9월 12일
- 심혜진 (여) : 1999년 9월 13일 ~ 2004년 5월 2일, 2005년 10월 31일 ~ 2006년 12월 25일
- 이승연 (여) : 2006년 12월 26일 ~ 2009년 6월 21일
- 공형진 (남) : 2009년 6월 22일 ~ 2015년 10월 31일
- 박선영 (여) : 2015년 11월 2일 ~ 2020년 2월 2일
- 장예원 (여) : 2020년 2월 3일 ~ 2020년 9월 13일
- 박하선 (여) : 2020년 11월 2일 ~ 현재

## 코너

### 매일 코너
- 씨네 메이킹 필름
- 오늘의 씬쿵
- 영화는 방울방울

### 요일 코너
- 월요일 : 씨네 초대석 (매주 다른 게스트 출연)
- 화요일 : 초희's의 초이스 (김초희 감독)
- 수요일 : 소통데이
- 목요일 : 영화로운 미술관 (조원재 작가)
- 금요일 : 위클리 매거진 (박혜은 편집장)
- 토요일 : 씨네맛 천국 (with 요리 연구가 파란달 정영선)
- 일요일 : 사연 & 신청곡, 이유 있는 추천 영화

### 종영 코너
- 팝콘 오빠 영화 음악 씹기 (with 송우진)
- 배우는 역시 배우다 (with 장성란 매거진M 기자)
- 영화로 보는 세상, 무비 포스트 (매일)
- 팝콘 퀴즈 (월요일)
- 이보다 더할 수 없다 (화요일)
- 사랑의 대화 (화요일) (with 음악 평론가 이대화)
- 쉘 위 무비 (수요일) (with 피아니스트 윤한)

## 지역 방송국 프로그램
| 방송 채널         | 방송 권역           | 프로그램                 | 방송 시간                                  | 진행자                      |
| ----------------- | ------------------- | ------------------------ | ------------------------------------------ | --------------------------- |
| G1 Fresh FM       | 강원특별자치도      | 매일 그대와 이가연입니다 | 매일 오전 11시 ~ 오후 12시                 | 이가연                      |
| CJB JOY FM        | 충청북도            | 최지현의 11시엔 OST      | 매일 오전 11시 ~ 오후 12시                 | 최지현                      |
| JIBS New Power FM | 제주특별자치도      | 양해림의 요망진 라디오   | 매일 오전 11시 ~ 오후 12시                 | 양해림                      |
| KNN 파워FM        | 부산광역시 경상남도 | 머니마니쇼 시즌2         | 매일 오전 11시 ~ 오후 12시                 | 장원일, 성은진              |
| TBC Dream FM      | 대구광역시 경상북도 | 돈 워리 비 해피          | 매일 오전 11시 ~ 오전 11시 50분            | 장예은                      |
| TBC Dream FM      | 대구광역시 경상북도 | TBC 낮 종합뉴스          | 매일 오전 11시 50분 ~ 오후 12시            | 평일 : 김예은 주말 : 이향원 |
| kbc My FM         | 광주광역시 전라남도 | 박영환의 시사1번지       | 매주 평일 오전 11시 ~ 낮 12시              | 박영환                      |
| kbc My FM         | 광주광역시 전라남도 | 뮤직포에버               | 매주 주말 오전 11시 ~ 오후 12시            | 김다은                      |
| JTV MAGIC FM      | 전북특별자치도      | 901 PlayList             | 매주 월요일 ~ 토요일 오전 11시 ~ 오후 12시 | 무작위                      |
| JTV MAGIC FM      | 전북특별자치도      | 고은현의 신명우리가락    | 매주 일요일 오전 11시 ~ 오후 12시          | 고은현                      |
| ubc Green FM      | 울산광역시          | 김수희의 머니를 부탁해   | 매주 평일 오전 11시 ~ 오후 12시            | 김수희                      |
| ubc Green FM      | 울산광역시          | 김수희의 11시를 부탁해   | 매주 토요일 오전 11시 ~ 오후 12시          | 김수희                      |
| ubc Green FM      | 울산광역시          | 최지은의 언제나 영화처럼 | 매주 일요일 오전 11시 ~ 오후 12시          | 최지은                      |